# Льорет-де-Мар
Льоре́т-де-Мар (кат. Lloret de Mar) — муниципалитет в Испании, входит в провинцию Жирона в составе автономного сообщества Каталония. Муниципалитет находится в составе района (комарки) Сельва. Занимает площадь 47,87 км². Население — 39794 человека (на 2010 год). Расположен в 75 км к северу от Барселоны. Является самым крупным и наиболее известным из всех курортов испанского побережья Коста-Брава и одним из наиболее посещаемых мест Средиземноморского побережья Испании.

## История
История города насчитывает несколько столетий. На смену иберийским племенам пришли римляне, которые заселили местность Льорета и установили торговые связи с соседними поселениями Эмпурьес (Empuries) и Барселоной. Название города Льорет впервые упоминается в 966 году н. э. как Loredo. По одной из версий, это название происходит от латинского Lauretum — «место, где растут лавровые деревья», и, якобы, лавровые деревья изображены и на гербе города. Однако это одно из распространённых заблуждений: на деревьях листья с тремя концами, в то время как у лавровых листьев один конец. Это так называемое «ягодное дерево», которое можно встретить в дикорастущих лесах вокруг Льорет-де-Мара.
В 1001 году графы Барселонские, Рамон Боррел и Эрмессенда, отделили Льорет-де-Мар от Маканедо, частью которого он являлся до этого, и передали город виконту Жироны — Сунифреду. К этому периоду относится постройка замка Сан Хуан (Castell de Sant Joan). Возведенный на вершине горы между пляжами Льорет и Феналс, замок служил сторожевой башней и убежищем для местных жителей во время нападений морских пиратов, турок, французов и англичан. В то же время была построена приходская церковь Сант Рома (Sant Romà, в настоящее время её называют Nostra Senyora de les Alegries). Жители города и прибрежных поселений занимались рыболовством и торговлей, что способствовало как экономическому процветанию города, так и установлению тесных связей с другими городами и поселениями.
К XVI веку центр города переместился на побережье. В этот период была построена новая приходская церковь. Она также служила для верующих убежищем во время пиратских набегов. Колокольня была окружена стеной с бойницами, а попасть в церковь можно было только через ворота с разводным мостом через глубокий ров. В 1778 году указ короля Карлоса III разрешил свободную торговлю между Испанией и её американскими колониями. Это послужило толчком для начала судостроения в Льорете и мощным стимулом для развития торговли, что привело к процветанию города.
В XIX веке Тихоокеанские торговые пути открыли дополнительные возможности для торговли в Центральной и Южной Америке. Многие отправились на поиски удачи в Новом Свете. Те, кому посчастливилось разбогатеть, строили себе роскошные дома, и постепенно Льорет превратился в элегантный европейский город с красивыми улицами и площадями. В этот период были построены ратуша, школы, перестроена церковь. С 1880 года по 1920 год облик города значительно изменился. Однако с 1920 года вплоть до 1950 года в стране царил экономический застой, и город спасло бурное развитие туризма. С конца XX века главным источником дохода для городской казны стали туристы.

## Туризм
Выгодное расположение Льорет-де-Мар на побережье Коста Брава — в 75 км к северу от Барселоны, в 29 км от Жироны и в 90 км к югу от границы с Францией — делает его очень привлекательным для тысяч туристов, съезжающихся сюда со всего света. Климат города-курорта круглый год, даже на протяжении почти всей зимы, отличается чрезвычайной мягкостью. Здешние просторные, хорошо защищённые от северных ветров пляжи — одни из лучших на всем побережье Коста-Брава. Живописные окрестности с многочисленными бухтами, скалами, поднимающимися прямо из прозрачных зелёно-голубых глубин Средиземного моря, выглядят именно такими, какими они изображены в рекламных брошюрах и на фотографиях.
Развитие туризма и превращение Льорет-де-Мара в крупный туристический центр Испании привело к активному развитию рекреационной инфраструктуры: отели, апартаменты, хостелы (их насчитывается более 200) парки, магазины, несколько музеев, 2 городских театра, благоустроенные пляжи (в городе насчитывается 9 пляжей, протяжённостью от 250 метров до полутора километров), водные аттракционы, ботанические сады, многочисленные туристические бюро, кафе, рестораны (их около 150), многочисленные дискотеки и танц-клубы и пр. Большинство отелей в Льорете — трёхзвёздочные (по испанским стандартам) и не отличаются архитектурными достоинствами, это просто большие корпуса с балконами и лоджиями. Но есть и 5-звёздочные отели. Очень красива набережная Льорета, которая служит местом прогулок с раннего утра до глубокой ночи.
Городской пляж Льорета песчаный, широкий и протянулся на полтора километра вдоль берега, причём песок необычайный — он практически не прилипает к коже. В воде глубина начинается уже в десятке метров от линии мелкого галечного песка, а за буйками, примерно в ста метрах от берега, начинается большая глубина до километра. Спасатели на пляжах работают до семи часов вечера.
Из Льорета, с причала центральной набережной, ходят экскурсионные катера в соседние города. Прогулка к северу до Тосса-де-Мар туда и обратно в сезон стоит 15 евро на одного человека. Катер идёт до Тосса-де-Мар 30 минут. В другую сторону, на Бланес, цена билета тоже составляет 15 евро за билет туда и обратно.
В городе множество баров и ресторанов, которые дают возможность оценить традиционную каталонскую кухню. Льорет считается недорогим курортом и местом активных развлечений для молодёжи. В городе много дискотек и ночных клубов. Есть казино. Днём можно посетить музеи и выставочные залы города, а также известный водный парк «Water World» (Водный мир).
Несмотря на то, что в Льорет-де-Мар достаточно лавок и магазинов с самыми разнообразными товарами и сувенирами, с автовокзала города ежедневно отправляются автобусы в аутлет «Ла Рока Виллидж» (La Roca Village) (путь составляет около 30 км), где сконцентрировалось до сотни бутиков, продающих одежду и обувь известных брендов со значительными скидками.

## Население
| Год  | Численность | Численность   |
| ---- | ----------- | ------------- |
| 1717 | 819         | [ 3 ]         |
| 1787 | 2573        | [ 3 ]         |
| 1857 | 4170        | [ 3 ]         |
| 1860 | 4029        | [ 3 ]         |
| 1877 | 3591        | [ 3 ]         |
| 1887 | 3318        | [ 3 ]         |
| 1900 | 3242        | [ 3 ]         |
| 1910 | 3249        | [ 3 ]         |
| 1920 | 2955        | [ 3 ]         |
| 1930 | 3003        | [ 3 ]         |
| 1936 | 3330        | [ 3 ]         |
| 1940 | 3083        | [ 3 ]         |
| 1945 | 3099        | [ 3 ]         |
| 1950 | 3159        | [ 3 ]         |
| 1955 | 3273        | [ 3 ]         |
| 1960 | 3627        | [ 3 ]         |
| 1965 | 4626        | [ 3 ]         |
| 1970 | 7064        | [ 3 ]         |
| 1975 | 8168        | [ 3 ]         |
| 1981 | 10 480      | [ 3 ]         |
| 1986 | 14 788      | [ 3 ]         |
| 1991 | 22 504      | [ 3 ]         |
| 2001 | 21 589      | [ 4 ]         |
| 2002 | 23 424      | [ 5 ]         |
| 2003 | 25 457      | [ 6 ]         |
| 2004 | 26 557      | [ 7 ]         |
| 2005 | 29 445      | [ 8 ]         |
| 2006 | 32 728      | [ 9 ]         |
| 2007 | 34 997      | [ 10 ]        |
| 2008 | 37 734      | [ 11 ]        |
| 2009 | 39 363      | [ 12 ]        |
| 2010 | 39 794      | [ 13 ]        |
| 2011 | 40 282      | [ 14 ]        |
| 2012 | 40 837      | [ 15 ]        |
| 2013 | 40 803      | [ 16 ]        |
| 2014 | 38 624      | [ 17 ]        |
| 2015 | 37 618      | [ 18 ]        |
| 2016 | 37 042      | [ 19 ]        |
| 2017 | 36 878      | [ 20 ]        |
| 2018 | 37 350      | [ 21 ] [ 22 ] |
| 2019 | 38 373      | [ 23 ]        |
| 2020 | 39 089      | [ 24 ]        |
| 2021 | 38 402      | [ 25 ]        |
| 2022 | 38 941      | [ 26 ]        |
| 2023 | 41 559      | [ 27 ]        |
| 2024 | 42 600      | [ 2 ]         |

## Достопримечательности
- Церковь св. Романа (Iglesia de Sant Romà), XVI век.
- Часовня св. Кирика, XI век. В настоящее время на её территории располагается приход Русской Православной Церкви в честь святых мучеников Кирика и Иулитты. Открыта в дни богослужений.
- Бронзовая скульптура «Жена рыбака» (Dona marinera), 1966 год.
- Модернистское кладбище (Cementerio modernista). Множество надгробий и фамильных склепов в стиле каталонский модерн.

- Церковь св. Романа (Сан Рома́)
- Часовня св. Кирика
- «Жена рыбака»
- Модернистское кладбище
- Плита испанского автогонщика Карлоса Сайнса на Аллее славы Льорета

## Религия
В городе действует православный приход в честь святых мучеников Кирика и Иулитты, который располагается в Часовне св. Кирика — самой древней часовне на территории Льорет-де-Мар (XI век). Относится к юрисдикции Испанско-Португальской епархии Русской Православной Церкви.

## Города-побратимы
- Кульяр, Испания
- Больсена, Италия
- Саракташ, Россия